# Bambey
Bambey és una ciutat del Sénégal situada a la regió de Diourbel, sobre la via fèrria que porta de Dakar a Tambacounda.

## Història
Bambey està situada en l'antic regne del Baol.
Els primers habitants eren sereres. S'haurien establert al lloc al segle XVII
A Bambey es va instal·lar la primera base aèria de la AOF, a prop de la línia de ferrocarril Thiès-Kayes. El 13 de juny de 1911 el primer avió – construït per Henry Farman – va sobrevolar la regió espantant als seus habitants.
Comuna mixta l'any 1926, Bambey esdevingué un municipi de ple exercici l'any 1956.

## Administració
La ciutat és capital del departament de Bambey.

## Geografia
Situada en el centre-oest del país, Bambey beneficia d'un clima tropical, més aviat sec, amb una estació seca que va de novembre a maig, i una estació de les pluges que va de juny a octubre. Bambey està situat a la frontera entre el Sahel i l'Àfrica purament tropical, tot i que el clima esdevé de més en més sec.
A la rodalia de Bambey es conrea el mill i el cacauet. La ciutat està situada en l'antiga conca cacauetera, però s'hi troben igualment algunes pastors. La vegetació és prou proporcionada, amb nombrosos baobabs. Durant l'estació de les pluges el verd és molt evident.

### Física geologica
Com gairebé per tot arreu al Senegal, Bambey té un sòl pla, gairebé sense relleu.

### Població
Els habitants són en majoria sereres, wòlofs i una ètnia pular. Però es troba també habitants pertanyent a altres ètnies: tuculors, sarakholés, peuls i altres.

### Activitats econòmiques
Els pagesos conreen el cacauet, el mill, la dacsa i la canya de sucre.
El comerç representa una part important de l'activitat local.

## Educació
Bambey fou la seu d'una Escola normal de mestres (avui els locals estan ocupats pel Liceu) i de l'Escola nacional dels quadres rurals
A 3 km de la ciutat de Bambey, l'Institut senegalès d'investigació agronòmica (ISRA) acull investigadors i tècnics. És continuació del Centre Nacional d'Investigacions agronòmiques (CNRA) especialitzat en les investigacions anant de l'adaptació al sòl i al clima del Sahel
L'ENCR Escola Nacional dels Quadres Rurals,fundada a la meitat dels anys 1960 al Senegal, i oberta en principi a Dakar (al Liceu Maurici Delafosse) a continuació a Bambey en 1965, té des de l'inici la vocació de formar en quatre anys els enginyers dels treballs agrícoles, de les aigües i boscos, veterinaris... És accessible per concurs als senegalesos que hagin obtingut el BEPC i als altres estudiants africans (Mauritània, Níger, Mali, Txad...). Aquesta escola, sostinguda per les ajudes bilaterals i multilaterals, fou inaugurada l'any 1966 per Léopold Sédar Senghor, president de la República del Senegal. L'administració i els professors són essencialment proporcionats pel Ministeri de la Col·laboració francès. La seva proximitat geogràfica amb el Centre nacional investigació agronòmica de Bambey o CRA (Investigacions anant de l'adaptació al sòl i al clima del Sahel) constitueix una base major.
En març 2007, un Centre universitari regional (CUR) va obrir les portes a Bambey. Prop de 300 estudiants s'hi van inscriure aquell any. El desembre de 2010, el CUR de Bambey fou erigit en Universitat de ple exercici amb quatre centres universitaris: Lambaye, Diourbel, Bambey i Ngoundiane. Al final de 2009, l'efectiu de la universitat comptava 1621 estudiants. La Universitat de Bambey-CUR està sota la tutela del Ministeri de l'Educació.
Des de 2010 el CUR ha esdevingut una Universitat de ple exercici i s'anomena Universitat Alioune Diop de Bambey
L'UB-CUR de Bambey proposa per la seva obertura 10 llicències professionals, en quatre camps :
- Salut comunitària
- MPCI
- Economia i Gestió
- Informàtica

## Personalitats nascudes a Bambey
- Cheikh Anta Diop, nascut el 29 de desembre de 1923 a Thieytou (Bambey) - mort el 7 de febrer de 1986 a Dakar) és un historiador, antropòleg, egiptòleg i home polític
- Assane Diagne, antic Ministre del Urbanisme i antic diputat a l'Assemblea nacional
- Aïda Mbodj,Primera Presidenta departamental de Bambey i Antiga Alcalde de 2009-2014, successora de Pape Diouf, antiga Ministra d'Estat, ministre de la família, diputada a l'Assemblea nacional
- Boubacar Obèye Diop, home polític, periodista, diputat, Ministre de la Informació, de la Radiodifusió i de la Premsa
- Doudou Thiam, primer ministre d'Afers estrangeres del Senegal independent.
- Pierre Senghor, germà del Primer President del Senegal Léopold Sédar, Primer Alcalde de Bambey. És sota el seu magisteri que Bambey ha conegut un esforç fulgurant amb la construcció la ENCR actual ISFAR i del CNRA desmembrament del ISRA.
- Pierre Ndiaye, Antic Alcalde de Bambey.Gran Personalitat, ha treballat molt de temps per la ciutat
- Djibril Séne, Antic Alcalde successor de Pierre Senghor i antic Ministre de l'Ensenyament superior i de la Investigació científica en el Govern Thiam
- Modou Ndiaye, Coordinador del M23 Bambey, antic coordinador del moviment Yen a marre, Responsable del Partit Socialista